# Franky De Gendt
Franky De Gendt (Temse, 27 de juny de 1952) va ser un ciclista belga, professional entre 1975 i 1983. Del seu palmarès destaca l'Étoile de Bessèges de 1980.

## Palmarès
- 1975
  - 1r a la Kattekoers
  - Vencedor d'una etapa a la Volta a la Província de Lieja
  - Vencedor d'una etapa a la Volta a la província de Namur
- 1977
  - Vencedor d'una etapa a la Volta a Luxemburg
- 1978
  - Vencedor d'una etapa a la Volta a la Gran Bretanya
- 1980
  - 1r a l'Étoile de Bessèges i vencedor d'una etapa

### Resultats al Tour de França
- 1981. 89è de la classificació general
- 1982. Fora de control (18a etapa)